# Многожаберникообразные
Многожаберникообра́зные, или многожа́берные (лат. Hexanchiformes) — отряд акул, включающий наиболее примитивных их представителей и насчитывающий только 5—6 современных видов. Один из самых древних отрядов: окаменелые останки многожаберникообразных встречаются в отложениях начиная с юрского периода, по другим данным — даже с пермского. 

## Этимология названия
Название отряда происходит от слов др.-греч. ἑξα — «шесть», ἄγχω — «сжимать», «душить» и лат. forma — «форма».

## Описание
У многожаберникообразных акул только один спинной плавник, шесть или семь жаберных щелей, и отсутствует мигательная перепонка в глазах. Тело цилиндрическое или слегка сдавленное. Голова коническая, немного приплюснутая. Позади глаз имеются крошечные брызгальца. Ноздри лишены усиков. Ноздревые бороздки отделены от рта. Внешние кожные складки, обрамляющие ноздри, не достигают рта. Глаза расположены по бокам головы. Морда в зависимости от вида может быть как короткой, так и вытянутой, форма от усечённой до конической. Рот крупный и удлинённый, оканчивается позади воображаемой линии, на которой расположены глаза. Борозды по углам рта очень маленькие или отсутствуют. Форма зубов меняется в зависимости от их расположения на челюсти. Шип в основании спинного плавника отсутствует. Грудные и брюшные плавники бывают как маленькие, так и большие. Имеется анальный плавник. Верхняя лопасть хвостового плавника удлинена, нижняя лопасть короткая или отсутствует..
Плащеносная акула (Chlamydoselachus) довольно сильно отличается от многожаберных акул, поэтому иногда её относят к отдельному отряду Chlamydoselachiformes.

## Классификация

### Современные виды
- Семейство Плащеносные акулы (Chlamydoselachidae)
  - Chlamydoselachus
    - Плащеносная акула (Chlamydoselachus anguineus Garman, 1884)[7]
    - Chlamydoselachus africana Ebert & Compagno, 2009[8]
- Семейство Многожаберные акулы или гребнезубые акулы (Hexanchidae)
  - Heptranchias
    - Пепельная семижаберная акула (Heptranchias perlo Bonnaterre, 1788)[9]

  - Hexanchus
    - Шестижаберная акула (Hexanchus griseus Bonnaterre, 1788)
    - Hexanchus nakamurai Teng, 1962

  - Notorynchus
    - Notorynchus cepedianus Péron, 1807[10]

### Вымершие виды
- Семейство Chlamydoselachidae
  - Сhlamydoselachus Garman, 1884
    - † Chlamydoselachus bracheri Pfeil, 1983
    - † Chlamydoselachus gracilis Antunes & Cappetta, 2001
    - † Chlamydoselachus goliath Antunes & Cappetta, 2001
    - † Chlamydoselachus fiedleri Pfeil, 1983
    - † Chlamydoselachus lawleyi Davis, 1887
    - † Chlamydoselachus thomsoni Richter & Ward, 1990
    - † Chlamydoselachus tobleri Leriche, 1929

  - † Thrinax Pfeil, 1983
    - † Thrinax baumgartneri Pfeil, 1983
- Семейство Hexanchidae
  - Heptranchias Rafinesque, 1810
    - † Heptranchias ezoensis Applegate & Uyeno, 1968
    - † Heptranchias howelii Reed, 1946
    - † Heptranchias tenuidens Leriche, 1938

  - Hexanchus Rafinesque, 1810
    - † Hexanchus arzoensis Debeaumont, 1960
    - † Hexanchus agassizi
    - † Hexanchus collinsonae Ward, 1979
    - † Hexanchus gracilis Davis, 1887
    - † Hexanchus griseus «andersoni» «gigas» Bonaterre, 1788
    - † Hexanchus hookeri Ward, 1979
    - † Hexanchus microdon «agassizii» Agassiz, 1843
    - † Hexanchus nakamurai «vitulus» Teng, 1962

  - † Notidanoides Maisey 1986
  - † Notidanodon Cappetta, 1975
    - † Notidanodon antarcti Grande & Chatterjee, 1987
    - † Notidanodon brotzeni Siverson, 1995
    - † Notidanodon dentatus Woodward, 1886
    - † Notidanodon lanceolatus Woodward, 1886
    - † Notidanodon loozi Vincent, 1876
    - † Notidanodon pectinatus Agassiz, 1843

  - Notorynchus Ayres, 1855
    - † Notorynchus aptiensis Pictet, 1865
    - † Notorynchus intermedius Wagner
    - † Notorynchus lawleyi Ciola & Fulgosi, 1983
    - † Notorynchus munsteri Agassiz, 1843
    - † Notorynchus serratissimus Agassiz, 1844
    - † Notorynchus serratus Agassiz, 1844